# 客途秋恨 (1990年電影)
《客途秋恨》（英語：Song of the Exile）是於1990年上映的香港與台灣合拍的華語電影，由許鞍華執導，是其半自傳作品，由陸小芬、張曼玉、李子雄、田豐主演。本片榮獲第35屆亞太影展最佳影片及第27屆金馬獎最佳原作劇本。

## 劇情
1973年，在英國倫敦攻讀電影的25歲女孩曉恩（張曼玉 飾）接獲母親葵子（陸小芬 飾）來信，要回香港參加妹妹的婚禮。曉恩從小目睹母親葵子沉迷牌局不理家務，將自己丟給祖父母照顧，因而與葵子感情不睦。葵子是二次大戰時期在滿洲長大的日本人，日本投降後，與家人一同等待返回日本。期間葵子的外甥生病，得到擔任翻譯的中國軍官協助，葵子萌生了愛意，在不顧家人的反對下以身相許，而這位軍官就是曉恩的父親。曉恩的父親將妻女留在澳門老家，在香港工作，葵子因為言語風俗都不通，只能靠著牌局麻痺自己。如今曉恩的父親已逝，曉恩的妹妹移民加拿大，葵子突然興起返回故鄉別府的念頭。曉恩本來對此沒有興趣，目睹妹妹離家後母親獨自在家哭泣，終於決定陪母親返鄉......

## 演員
- 葵子：陸小芬饰演，以许鞍华的日本母亲为原型
- 曉恩：張曼玉饰演，以许鞍华自己为原型
- 葵子之夫（曉恩之父）：李子雄
- 曉恩之祖父：田豐
- 葵子之兄（曉恩之舅）：加地健太郎
- 葵子之姊：逸見慶子

## 電影歌曲
- 《客途秋恨》，作曲陳揚; 作詞潘源良; 編曲趙增熹; 主唱梅艷芳; 國語版作詞姚謙;主唱曾淑勤; 華星娛樂有限公司

## 製作
- 導演：許鞍華
- 監製：胡金銓、趙琦彬、王羽
- 出品人：周迪忠、林登飛
- 製片：廖鳳平
- 策劃：王淑英、方正同、蔡康永
- 編劇：吳念真
- 攝影：鍾志文
- 美術指導：奚仲文
- 音楽：陳揚
- 服裝設計：陳顧芳
- 助理製片：陳淑賢
- 副導演：竹內賢治、敬海林、郭秀芳
- 海外統籌：舒琪

## 獎項
| 年份 | 頒獎典禮             | 獎項         | 名單   | 結果 |
| ---- | -------------------- | ------------ | ------ | ---- |
| 1990 | 第35屆亞太影展       | 最佳影片     |        | 獲獎 |
| 1990 | 第27屆金馬獎         | 最佳劇情片   |        | 提名 |
| 1990 | 第27屆金馬獎         | 最佳原作劇本 | 吳念真 | 獲獎 |
| 1990 | 第27屆金馬獎         | 最佳造型設計 | 陳顧芳 | 提名 |
| 1990 | 第10屆香港電影金像獎 | 最佳電影     |        | 提名 |
| 1990 | 第10屆香港電影金像獎 | 最佳導演     | 許鞍華 | 提名 |
| 1990 | 第10屆香港電影金像獎 | 最佳編劇     | 吳念真 | 提名 |

## 外部連結
- 香港影庫上《客途秋恨》的資料（繁體中文）
- 開眼電影網上《客途秋恨》的資料（繁體中文）
- 豆瓣电影上《客途秋恨》的資料 （简体中文）
- 时光网上《客途秋恨》的資料（简体中文）
- AllMovie上《客途秋恨》的资料（英文）
- 爛番茄上《客途秋恨》的資料（英文）
- 互联网电影数据库（IMDb）上《客途秋恨》的资料（英文）